# Rollbots
Rollbots (RollBots) è una serie d'animazione canadese del 2009. In Italia è stata trasmessa su Italia 1 dall'11 settembre 2011 al 22 marzo 2012.